# Enhydrosoma stylicaudatum
Enhydrosoma stylicaudatum är en kräftdjursart som beskrevs av Willey 1948. Enhydrosoma stylicaudatum ingår i släktet Enhydrosoma och familjen Cletodidae. Inga underarter finns listade i Catalogue of Life.